# Polana

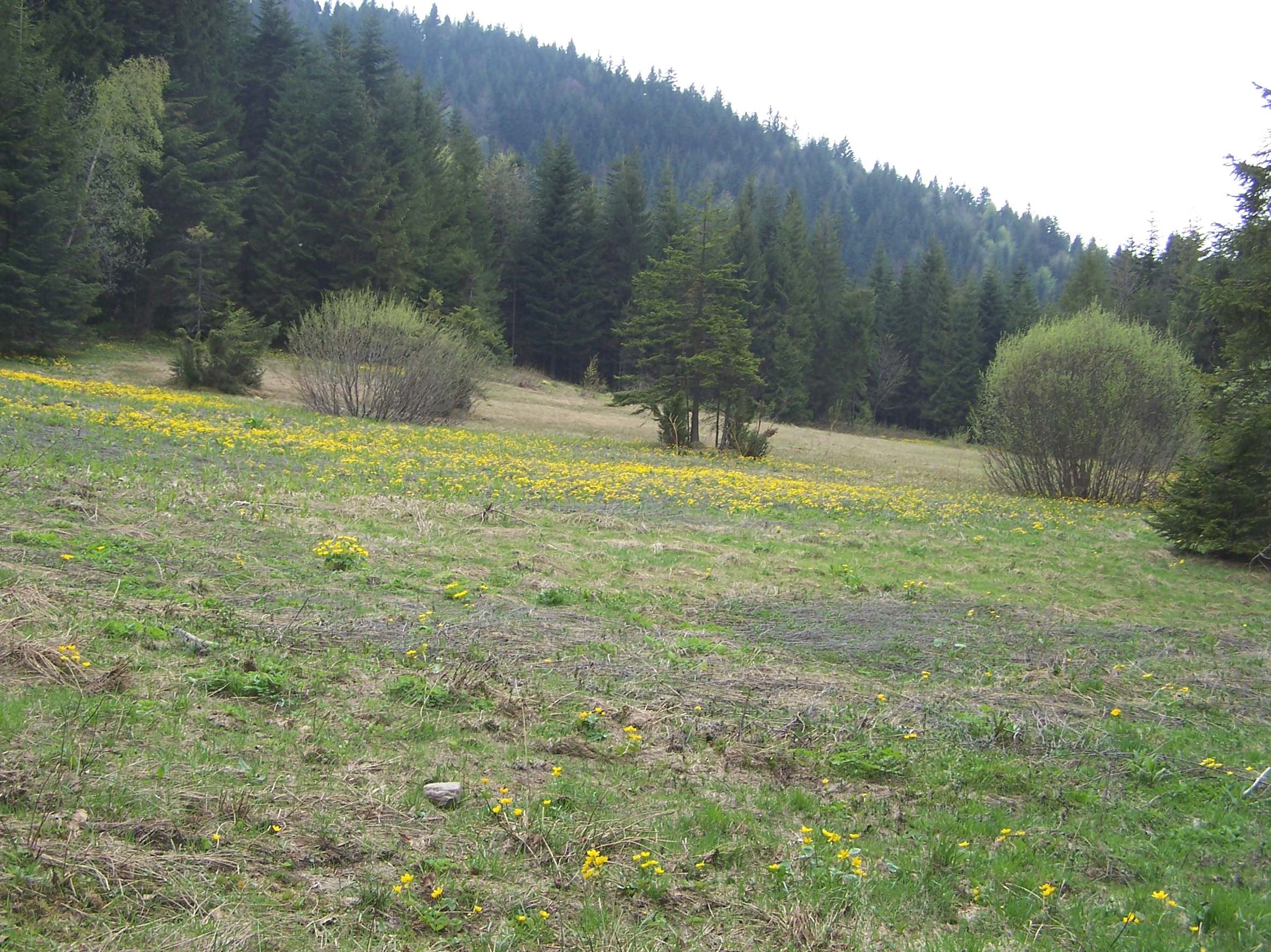
Górska polana wiosną

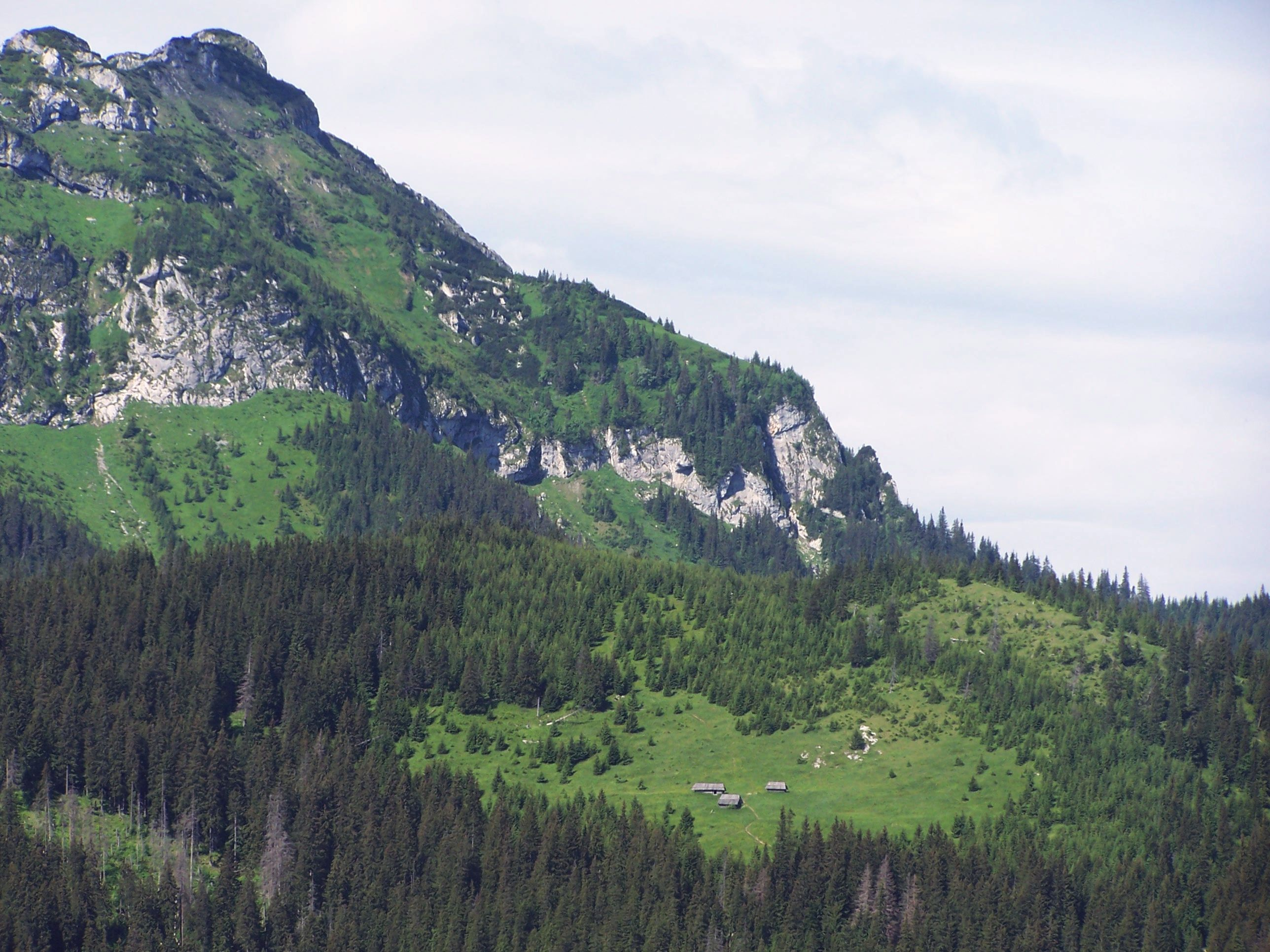
Zarastająca lasem Polana na Stołach w Tatrach

Polana – powierzchnia w obrębie lasu, pozbawiona drzew i porośnięta roślinnością zielną.
Polany powstały w wyniku działalności człowieka; albo poprzez wyrąb lasu, albo poprzez wypalanie. Pierwsze polany powstawały w dolinach rzek w wyniku działalności osadników. Później, w miarę jak przybywało ludności, polany te rozrastały się do wielkich powierzchni uprawowych i przestały być polanami. Obecne polany leśne powstawały od XV w. do połowy XIX w. W Karpatach pierwsze polany na grzbietach gór powstawały w XV w. w wyniku działalności Wołochów – pasterskiego ludu, który wraz ze swoimi stadami kóz i owiec przybył tam na przełomie XIV i XV w. z południa. Polany otrzymywali poprzez wypalanie. Później za zgodą wielkiej własności wyrabiali polany (głównie przez wyrąb) również chłopi. Proces wyrabiania polan kończy się w połowie XIX wieku. W rozwoju polan wyróżnia się cztery etapy:
1. wyrąb i wypalanie lasu
2. uprawa zbóż na wyrębie
3. przejście z uprawy zbożowej na sianokośną łąkę
4. zarastanie polan lasem w wyniku zaprzestania użytkowania polan

Dawniej polany były intensywnie eksploatowane. Początkowo uprawiano na nich zboża, potem część polany zamieniano na łąkę, później cała polana stawała się łąką. Począwszy od drugiej połowy XX wieku, gdy znacznie zwiększyła się wydajność produkcji rolniczej, użytkowanie polan, z reguły oddalonych od siedlisk ludzi i z kiepską drogą dojazdową, stało się ekonomicznie nieopłacalne. Obecnie na dużą skalę ma miejsce ostatni z tych etapów – zarastanie polan lasem.